# Allegheny (Pittsburgh)
Allegheny – w latach 1788–1907 miasto, obecnie część Pittsburgha w Pensylwanii w Stanach Zjednoczonych.
Obszar historycznego Allegheny położony jest na północ od zbiegu rzek Allegheny i Ohio, naprzeciw centrum Pittsburgha, został do niego włączony w 1907 roku. Obszar dawnego miasta Allegheny obejmuje teraz następujące dzielnice: Allegheny Center, Allegheny West, Brighton Heights, California-Kirkbride, Central Northside, Chateau, East Allegheny, Fineview, Manchester, Marshall-Shadeland, North Shore, Northview Heights, Perry North, Perry South, Spring Garden, Spring Hill–City View, Summer Hill oraz Troy Hill.
W latach 1884–1909 mieścił się tu Dom Biblijny Towarzystwa Strażnica.